# オキサログリコール酸レダクターゼ (脱炭酸)
オキサログリコール酸レダクターゼ (脱炭酸)（oxaloglycolate reductase (decarboxylating)）は、グリオキシル酸およびジカルボン酸代謝酵素の一つで、次の化学反応を触媒する酸化還元酵素である。
D-グリセリン酸 + NAD(P)+ + CO2 {\displaystyle \rightleftharpoons } 2-ヒドロキシ-3-オキソコハク酸 + NAD(P)H + 2 H+
反応式の通り、この酵素の基質はD-グリセリン酸とNAD(P)+と二酸化炭素、生成物は2-ヒドロキシ-3-オキソコハク酸とNAD(P)Hである。
組織名はD-glycerate:NAD(P)+ oxidoreductase (carboxylating)である。